# Ins
Ins (em francês: Anet) é uma comuna da Suíça, situada no distrito administrativo de Seeland, no cantão de Berna. Tem 23,90 km² de área e sua população em 2018 foi estimada em 3.564 habitantes.